# 将棋パズル
将棋パズル（しょうぎパズル）は、将棋の盤と駒を使用したパズルである。盤上に駒を並べる問題や、駒を動かして位置を変える問題などがある。

## 駒を並べるパズル
条件に従って将棋盤に駒を並べるパズルである。
代表的な問題として、利かずの駒並べという問題がある。
他の問題としては、1種類の駒を他の駒の利き筋に入らないようにできるだけ多く配置するという問題がある。チェスにおけるエイト・クイーンと同等の問題である。

## 駒を動かす問題

### 駒の交換
駒を動かして、ある配置から別の配置にする問題。代表的な問題として、最初の駒配置から飛車と角を入れ替える問題がある。

### プルーフゲーム・推理将棋
| 9  | 8  | 7  | 6  | 5  | 4  | 3  | 2  | 1  |    |
| 香 | 桂 | 銀 | 金 | 王 | 金 | 銀 | 桂 | 香 | 一 |
|    | 飛 |    |    |    |    |    |    |    | 二 |
| 歩 | 歩 | 歩 | 歩 | 歩 | 歩 |    | 歩 | 歩 | 三 |
|    |    |    |    |    |    |    |    |    | 四 |
|    |    |    |    |    |    |    |    |    | 五 |
|    |    | 歩 |    |    |    |    |    |    | 六 |
| 歩 | 歩 |    | 歩 | 歩 | 歩 | と | 歩 | 歩 | 七 |
|    | 角 |    |    |    |    |    | 飛 |    | 八 |
| 香 | 桂 | 銀 | 金 | 玉 | 金 | 銀 | 桂 | 香 | 九 |

特定の局面を示し、初手からその局面に至る手順を求める問題をプルーフゲームという。もともとチェス・プロブレムの用語であり、チェスでは多くの問題が作られている。将棋においては持ち駒の存在や成りの有無などから一意解にするのが難しく、あまり問題は作られていない。
推理将棋はプルーフゲーム同様特定の局面に至るまでの手順を求める問題である。推理将棋においては最終局面は示されず、「n手で詰んだ」「角は成らなかった」等のヒントから全ての手順を求める。
推理将棋の例題を1問示す。
- 初形から8手で先手玉が詰んだ。
- 大駒（飛車と角行）は動いていない。
- 初手は5八に駒が動いた。

プルーフゲームや推理将棋の指し手はルールに従う。つまり、二歩などの反則になる手や玉が自ら他の駒の利き筋に入るような手は禁止されている。ルールに従っていればどんな悪手を指してもよい。